# Uniwersytet Jana Długosza w Częstochowie
Uniwersytet Jana Długosza w Częstochowie (UJD) – polska państwowa szkoła wyższa w Częstochowie utworzona w 1971 jako Wyższa Szkoła Nauczycielska w Częstochowie. Od 2004 nosi imię Jana Długosza.

## Historia
Początki Uczelni sięgają 1957 roku, gdy w dawnych koszarach przy ul. Dąbrowskiego powstało Studium Nauczycielskie oferujące dwuletnią naukę w zakresie matematyki, biologii i ekonomiki gospodarstwa domowego i żywienia zbiorowego. W następnej kolejności uruchomiono filologię i fizykę. Pod koniec lat 60. szkołę przeniesiono do nowego budynku przy al. Armii Krajowej.
W 1971 roku decyzją Rady Ministrów powstała Wyższa Szkoła Nauczycielska w Częstochowie. Początkowo istniały dwa wydziały: matematyczno-przyrodniczy i humanistyczno-pedagogiczny. Pracowało w niej 12 docentów i 10 doktorów.
W 1974 uruchomiono czteroletnie studia magisterskie na wydziałach matematyczno-przyrodniczym, filologiczno-historycznym i wychowania artystycznego oraz zmieniono nazwę na Wyższą Szkołę Pedagogiczną w Częstochowie. Pierwsze dyplomy magisterskie zostały wydane już przez władze WSP w 1977 roku.
29 stycznia 2001 Centralna Komisja ds. Stopni i Tytułów przyznała WSP pierwsze uprawnienia do nadawania stopnia naukowego doktora, otrzymał je Wydział Filologiczno-Historyczny w dyscyplinie historia. W tym samym roku w sejmowej komisji edukacji, nauki i młodzieży przepadł projekt utworzenia Uniwersytetu Częstochowskiego na bazie WSP i Instytutu Teologicznego. Powodem jego odrzucenia był brak wykwalifikowanej kadry. Rok później Ministerstwo Edukacji Narodowej rozważało utworzenie uniwersytetu z połączenia WSP i Politechniki Częstochowskiej, jednak wobec braku jednoznacznej deklaracji ze strony PCz projekt został zaniechany.
Po licznych debatach w środowisku akademickim uznano, że najlepszym kandydatem na patrona uczelni w momencie przekształcenia WSP w AJD będzie Jan Długosz. Postać kronikarza jest związana z ziemią częstochowską, gdzie się urodził, a później pełnił posługę kapłana. Po przedstawieniu tej propozycji, Senat WSP podjął 26 marca 2003 roku decyzję o wyborze Jana Długosza na patrona uczelni.
1 października 2004 Wyższa Szkoła Pedagogiczna w Częstochowie została przekształcona w Akademię im. Jana Długosza w Częstochowie. 1 marca 2016 nastąpiła zmiana w strukturze Uczelni. Wydział Nauk Społecznych połączył się z Wydziałem Filologiczno-Historycznym. Nowa jednostka nosiła nazwę Wydział Filologiczno-Historyczny. Władze AJD tłumaczyły ten krok koniecznością stworzenia silnego wydziału, który wkrótce wystąpi o nowe uprawnienia do doktoryzowania.
Starania o zmianę nazwy Uczelni w uniwersytet przypieczętowane zostały 7 maja 2018 podpisaniem rozporządzenia o zmianie nazwy uczelni przez ministra nauki i szkolnictwa wyższego. Z dniem 1 czerwca 2018 roku uczelnia zmieniła nazwę na Uniwersytet Humanistyczno-Przyrodniczy im. Jana Długosza w Częstochowie. 1 października 2019 roku nastąpiła zmiana struktury Uczelni. W miejsce 4 Wydziałów, utworzono 6 nowych jednostek. Kompetencje związane z kształceniem osób ubiegających się o stopień naukowy przejęła Szkoła Doktorska. Ważnym krokiem ku rozwojowi Uczelni stało się uzyskanie zgody na uruchomienie kierunku lekarskiego (zgoda Ministra Edukacji i Nauki z 14 lipca 2022 roku), co skutkowało przeprowadzeniem pierwszej rekrutacji kandydatów na te studia na rok akademicki 2022/2023. Tym samym Uniwersytet dołączył do nielicznego grona polskich ośrodków akademickich prowadzących kształcenie lekarzy. 
W wyniku ewaluacji ogłoszonej pod koniec lipca 2022 roku (a następnie w wyniku odwołania luty 2023 roku) dyscypliny naukowe otrzymały wysokie kategorie: 
- historia: kategoria A
- literaturoznawstwo: kategoria A
- nauki chemiczne: kategoria A
- nauki prawne: kategoria A
- językoznawstwo: kategoria B+
- nauki fizyczne: kategoria B+
- nauki o kulturze fizycznej: kategoria B+
- nauki o zdrowiu: kategoria B+
- pedagogika: kategoria B+
- sztuki muzyczne: kategoria A
- sztuki plastyczne i konserwacja dzieł sztuki: kategoria A
- filozofia: kategoria B+
- nauki o bezpieczeństwie: kategoria B+.

Wysokie wyniki uzyskane w ewaluacji umożliwiły zmianę nazwy Uczelni na Uniwersytet Jana Długosza w Częstochowie z 1 czerwca 2023 roku.

## Podstawowe statystyki
Uczelnia posiada 5 wydziałów: humanistyczny; nauk ścisłych, przyrodniczych i technicznych; nauk społecznych; prawa i ekonomii oraz sztuki. W skład struktury wchodzi również Collegium Medicum im. dr. Władysława Biegańskiego (utworzone 1 czerwca 2023 roku z przekształcenia z Wydziału Nauk o Zdrowiu). Uniwersytet zatrudnia blisko 750 osób, w tym około 500 pracowników naukowo-dydaktycznych, w gronie tym 180 pracowników badawczo-naukowych ze stopniem doktora habilitowanego (wśród nich blisko 60 osób szczyci się tytułem profesora tytularnego). W Uczelni kształci się ok. 6 tys. studentów (studia stacjonarne i niestacjonarne oraz podyplomowe) na ponad 50 kierunkach studiów i 34 kierunkach podyplomowych. Grono to uzupełnia ok. 100 doktorantów. Wiosną 2021 roku Uczelnia podpisała deklarację członkowską Magna Charta Universitatum 2020.  
Latem 2023 roku, decyzją Europejskiej Agencji Wykonawczej ds. Edukacji i Kultury w Brukseli (EACEA), Uniwersytet Jana Długosza w Częstochowie otrzymał status Uniwersytetu Europejskiego. 30 października 2023 roku Rada Europejskiego Stowarzyszenia Uniwersytetów zatwierdziła wniosek Uniwersytetu o przyjęcie do grona pełnoprawnych członków EUA (Individual Full Member). 25 stycznia 2024 roku Uczelnia dołączyła do Konferencji Rektorów Uniwersytetów Polskich (KRUP).    
Na przestrzeni ponad 50 lat funkcjonowania Uczelni jej dyplom ukończenia uzyskało blisko 70 tysięcy absolwentów. W ich gronie znajdą się m.in.: ks. Andrzej Przybylski, Jadwiga Wiśniewska, Janusz Kapuśniak, Andrzej Szewiński, Jakub Błaszczykowski, Ryszard Majer, Wioletta Grzegorzewska, Artur Warzocha, Agata Ślazyk, Andrzej Biernat, Tadeusz Budzik, Robert Dorosławski, Konrad Ludwicki, Tomasz Lubaszka, Przemysław Kossakowski, Tomasz Sętowski, Beata Grzanka, Ireneusz Kozera, Janusz Jadczyk, Jacek Magiera, Tomasz Jaskóła, Piotr Bauć, Krzysztof Kopeć, Ryszard Stefaniak, Krzysztof Smela, Maciej Ganczar

## Program dydaktyczny
Uniwersytet kształci na blisko 60 kierunkach kształcenia oraz kilkudziesięciu kierunkach studiów podyplomowych. Ma prawo do wydawania dyplomów ukończenia studiów I i II stopnia. 
Uczelnia oferuje kształcenie w Szkole Doktorskiej w dyscyplinach: chemia, filozofia, fizyka, historia, językoznawstwo, literaturoznawstwo, pedagogika, sztuki muzyczne oraz sztuki plastyczne i konserwacja dzieł sztuki, a także nauki prawne, o zdrowiu, o bezpieczeństwie i o kulturze fizycznej. Uniwersytet uzyskał uprawnienia do nadawania stopnia doktora habilitowanego w obszarach następujących dyscyplin: historia, filozofia, literaturoznawstwo, nauki chemiczne, nauki prawne, językoznawstwo, nauki fizyczne, nauki o kulturze fizycznej, nauki o zdrowiu, nauki o bezpieczeństwie, pedagogika, sztuki muzyczne, sztuki plastyczne i konserwacja dzieł sztuki.
Oferuje także kilkadziesiąt różnorodnych kursów i szkoleń.
Uczelnia systemowo wprowadza nowoczesne metody dydaktyczne w formach kształcenia on-line, tutoringu oraz kształcenia lingwistycznego. W ramach realizacji programu tutoringu Uczelnia współpracuje z Instytutem Tutoringu Szkolnego i jest współrealizatorem projektu Wychować człowieka mądrego – Wydział Nauk Społecznych (dawny Wydział Pedagogiczny) prowadzi ewaluację projektu.
Wieloletnią tradycję ma kształcenie dualne na kierunku fizyka z Uniwersytetem Le Main we Francji, a także na kierunku praca socjalna, specjalność „Case Management” z Hochschule der Bundesagentur für Arbeit w Mannheim w Niemczech. Doktoranci Wydziału Nauk Ścisłych, Przyrodniczych i Technicznych mogą realizować doktoraty w systemie co-tutelle pod opieką dwóch współpromotorów: pracownika naukowego Wydziału Nauk Ścisłych, Przyrodniczych i Technicznych oraz pracownika uczelni zewnętrznej, otrzymując podwójny dyplom, polski i zagraniczny.

## Wydziały
Collegium Medicum im. dr. Władysława Biegańskiego
- Dziekan: dr Leon Rak

Struktura:
- Instytut Nauk o Kulturze Fizycznej
- Katedra Nauk o Zdrowiu i Fizjoterapii
- Katedra Nauk Medycznych
- Katedra Kliniczna Chorób Układu Krążenia
- Katedra Kliniczna Chorób Wewnętrznych i Angiologii
- Zakład Kosmetologii i Biologii Medycznej
- Zakład Pielęgniarstwa

Kierunki studiów:
- fizjoterapia
- kierunek lekarski
- kosmetologia
- pielęgniarstwo
- ratownictwo medyczne
- wychowanie fizyczne

Wydział Humanistyczny
- Dziekan: dr Przemysław Sznurkowski

Struktura:
- Instytut Historii
- Instytut Literaturoznawstwa
- Instytut Językoznawstwa
- Katedra Filozofii

Kierunki studiów:
- dziennikarstwo i kultura mediów
- filologia polska
- filologie obce
- filozofia
- historia
- iberoznawstwo
- Philosophy
- Specialized English for Business

Wydział Nauk Społecznych
- Dziekan: dr hab. Daniel Kukla

Struktura:
- Katedra Badań nad Edukacją
- Katedra Pedagogiki
- Katedra Polityki Społecznej i Pracy Socjalnej i Turystyki
- Katedra Nauk o Bezpieczeństwie
- Katedra Psychologii

Kierunki studiów:
- analityka i kreatywność społeczna
- bezpieczeństwo narodowe
- pedagogika
- pedagogika międzykulturowa z mediacją
- pedagogika przedszkolna i wczesnoszkolna
- pedagogika specjalna
- Political Science
- politologia
- poradnictwo rozwojowe i pomoc psychologiczna
- praca socjalna
- psychologia
- psychoprofilaktyka
- studia wschodnioeuropejskie i bałkańskie
- turystyka i rekreacja
- usługi społeczne

Wydział Nauk Ścisłych, Przyrodniczych i Technicznych
- Dziekan: dr hab. Renata Barczyńska-Felusiak

Struktura:
- Instytut Chemii
- Instytut Fizyki
- Katedra Biochemii, Biotechnologii i Ekotoksykologii
- Katedra Dietetyki i Badań Żywności
- Katedra Matematyki i Informatyki
- Katedra Zaawansowanych Metod Obliczeniowych
- Zakład Współczesnych Problemów Bezpieczeństwa

Kierunki studiów:
- biotechnologia
- chemia
- Chemistry
- Computer Science
- dietetyka
- farmacja
- fizyka
- informatyka
- innowacyjne technologie i nowoczesne materiały
- inżynieria bezpieczeństwa
- inżynieria medyczna
- inżynieria multimediów
- kryminalistyka i systemy bezpieczeństwa
- matematyka
- Physics
- produkcja i marketing żywności
- żywienie człowieka i dietetyka

Wydział Prawa i Ekonomii
- Dziekan: dr Ewelina Żelasko-Makowska

Struktura:
- Katedra Ekonomii i Finansów
- Katedra Prawa Administracyjnego i Finansowego
- Katedra Prawa Sądowego
- Katedra Prawa Ustrojowego i Porównawczego

Kierunki studiów:
- administracja
- doradztwo podatkowe
- ekonomia
- Economics
- prawo
- rachunkowość i podatki

Wydział Sztuki
- Dziekan: prof. dr hab. Ewa Grabowska-Lis

Struktura:
- Katedra Malarstwa
- Katedra Grafiki
- Katedra Muzyki

kierunki studiów:
- edukacja artystyczna w zakresie sztuki muzycznej
- edukacja artystyczna w zakresie sztuk plastycznych
- fotografia i kreacja przekazu wizualnego
- grafika
- malarstwo
- Music in Public Space
- muzyka w przestrzeni publicznej
- Painting

## Jednostki organizacyjne
- Studium Nauki Języków Obcych[28]

- Studium Wychowania Fizycznego i Sportu

## Jednostki ogólnouczelniane

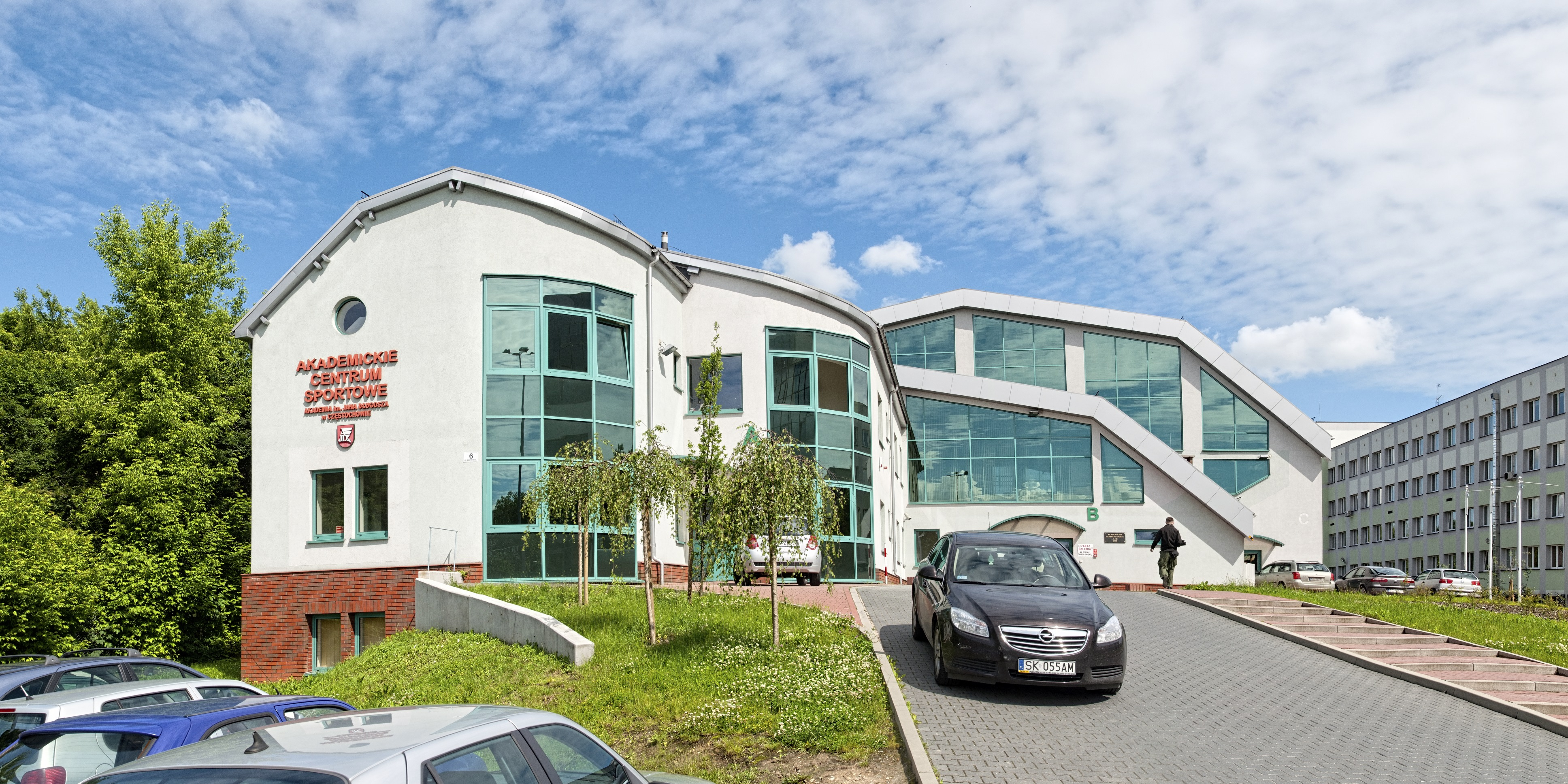
Akademickie Centrum Sportowe

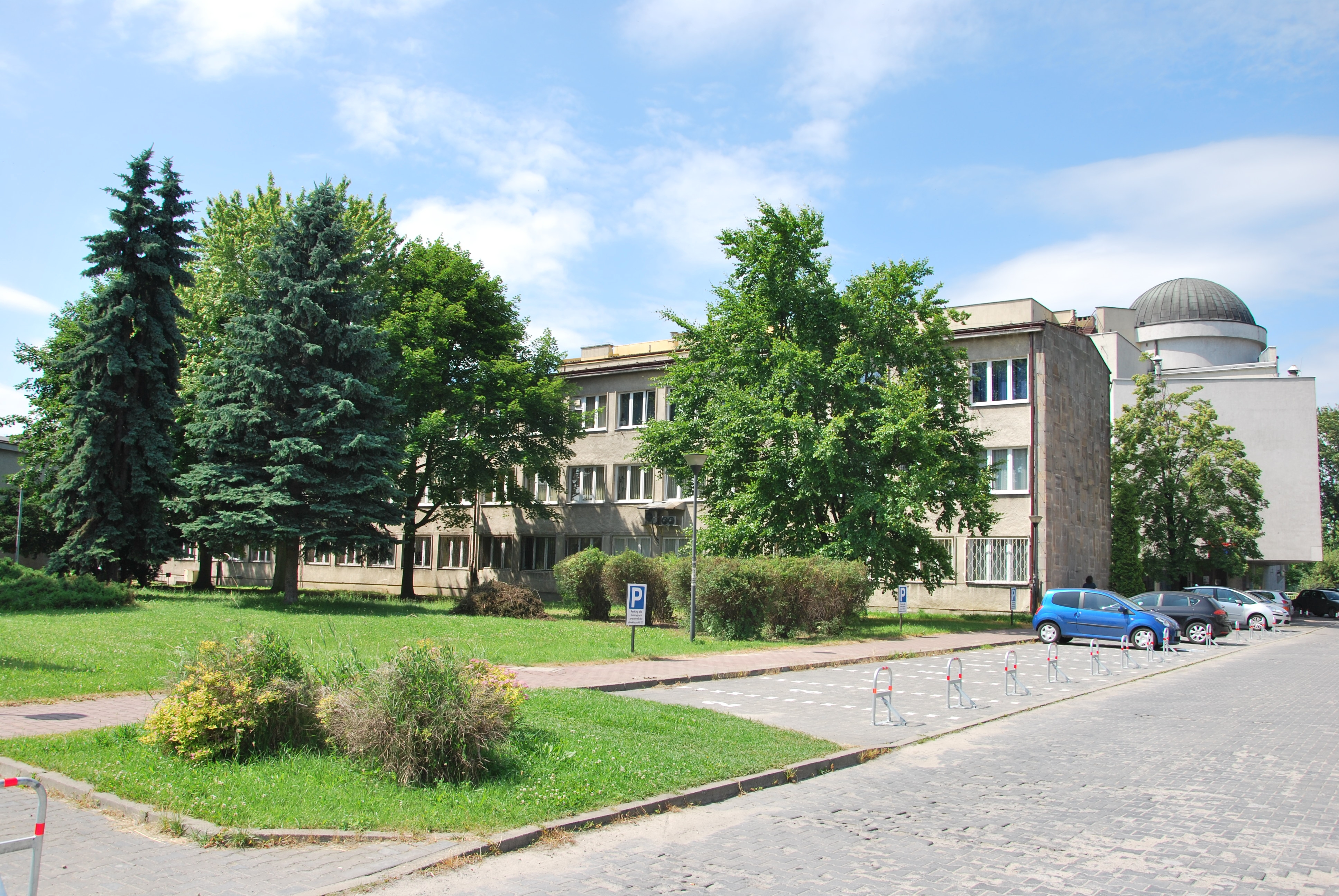
Planetarium

- Biblioteka Uniwersytecka, której zbiory składają się z blisko 390 tysięcy jednostek[29].
- Wydawnictwo Naukowe[30]
- Centrum Transferu Wiedzy i Innowacji w Obszarze Nauki i Sztuki UJD[31]
- Uniwersyteckie Centrum Kształcenia Ustawicznego
- Uniwersyteckie Centrum Kultury, Sztuki i Nauki
- Centrum Kształcenia na Odległość
- Planetarium – wybudowane w latach 1990–2000, uruchomione w 2007. Wyposażone jest w nowoczesny cyfrowy system DIGISTAR III SP[32]
- Uniwersytet Trzeciego Wieku (corocznie ponad 600 słuchaczy)[33].

## Kampusy i budynki uczelniane
Położenie ośrodków dydaktyczno-naukowych w centrum Częstochowy:
1. Rektorat, Wydział Nauk Społecznych, Wydział Sztuki, Collegium Medicum im. dr. Władysława Biegańskiego (ul. Waszyngtona 4/8);
2. Wydział Nauk Ścisłych, Przyrodniczych i Technicznych; Collegium Medicum im. dr. Władysława Biegańskiego; Planetarium (al. Armii Krajowej 13/15);
3. Wydział Humanistyczny, Biblioteka Uniwersytecka (al. Armii Krajowej 36a);
4. Wydział Prawa i Ekonomii, Wydział Sztuki (ul. Zbierskiego 2/4);
5. Wydział Sztuki (ul. Dąbrowskiego 14);
6. Studium Wychowania Fizycznego i Sportu (ul. Zbierskiego 6);
7. Dom Studencki „Skrzat” (ul. Dąbrowskiego 76/78)[34]

## Działalność naukowa, badawcza i artystyczna
Uniwersytet prowadzi działalność naukową, badawczą i artystyczną przede wszystkim w następujących dziedzinach nauki i sztuki: nauki humanistyczne (historia, literaturoznawstwo, językoznawstwo, filozofia), nauki przyrodnicze i ścisłe (fizyka, chemia), nauki społeczne (nauki o bezpieczeństwie, pedagogika), nauki o kulturze fizycznej i sporcie, sztuki plastyczne, sztuki muzyczne, a także nauki techniczne (inżynieria materiałowa), nauki rolnicze (technologia żywności) oraz nauki prawne.
W wymienionych wyższej dziedzinach i dyscyplinach od 2011 roku w Uniwersytecie Jana Długosza w Częstochowie były i są realizowane projekty naukowe, badawcze lub artystyczne',' pod kierunkiem pracowników lub doktorantów Uniwersytetu, finansowane ze środków Ministerstwa Edukacji i Nauki, Narodowego Centrum Nauki, Narodowego Centrum Badań i Rozwoju i innych instytucji. Łączna kwota pozyskanych środków finansowych na realizację w latach 2011–2017 projektów (zakończonych lub będących w trakcie realizacji) wynosi na ponad 9 mln zł. Efektem realizowanych projektów jest rozwój naukowy pracowników, w tym uzyskanie kolejnych stopni lub tytułów naukowych, nawiązanie współpracy naukowej lub artystycznej z wiodącymi ośrodkami w kraju i za granicą, a także zgłoszenia patentowe.
Uniwersytet Jana Długosza w Częstochowie jest wydawcą 10 czasopism naukowych zamieszczonych w wykazie czasopism punktowanych Ministerstwa Edukacji i Nauki. Liczba punktów uzyskanych przez periodyki Uczelni w wyniku ewaluacji ministerialnej systematycznie wzrasta. Najwyżej punktowane to: „Edukacyjna Analiza Transakcyjna”, „Gubernaculum et Administratio”, „Podstawy Edukacji”, „Sport i Turystyka Środkowoeuropejskie Czasopismo Naukowe” (dostępne także w bazie Scopus).

### Współpraca krajowa i zagraniczna
Uniwersytet Jana Długosza w Częstochowie współpracuje z uczelniami i ośrodkami naukowymi z całej Polski w zakresie prowadzenia wspólnych badań naukowych w ramach krótko i długoterminowych staży naukowych lub w ramach realizowanych projektów naukowo-badawczych finansowanych np. przez Narodowe Centrum Nauki. Jednostki Uniwersytetu są członkami konsorcjów naukowych, w skład których wchodzą ośrodki akademickie z całego kraju oraz przedstawiciele przemysłu.
Uniwersytet Jana Długosza w Częstochowie prowadzi współpracę z ok. 170 ośrodkami naukowymi za granicą w ramach umów bilateralnych oraz w związku z realizacją programu ERASMUS+. Umowy bilateralne o współpracy naukowej, dydaktycznej i kulturalnej zawarte zostały m.in. z następującymi jednostkami:
- Uniwersytet Jana Evangelisty Purkiniego w Uściu nad Łabą (Czechy)
- Uniwersytet Palackiego (Czechy)
- Uniwersytet Ostrawski (Czechy)
- Université du Mans (Francja)
- Universidad de Almeria(inne języki) (Hiszpania)
- Acharya Nagarjuna University(inne języki) (Indie)
- Ariel University(inne języki) (Izrael)
- State University of Physical Education and Sport(inne języki) (Mołdawia)
- Hochschule der Bundesagentur für Arbeit(inne języki) (Niemcy)
- Universität Koblenz-Landau (Niemcy)
- Universität Osnabrück(inne języki) (Niemcy)
- Europejski Uniwersytet Viadrina (Niemcy)
- Universidad Nacional Toribio Rodríguez de Mendoza de Amazonas (Peru)
- Wydział Biznesu i Zarządzania Przemysłem Uniwersytetu UNION – Nikola Tesla (Serbia)
- Uniwersytet Katolicki w Rużomberku (Słowacja)
- Uniwersytet Żyliński (Słowacja)
- Wright State University(inne języki) (Stany Zjednoczone)
- Kansas State University(inne języki) (Stany Zjednoczone)
- Charkowski Narodowy Uniwersytet Medyczny (Ukraina)
- Kherson State Pedagogical University (Ukraina)
- Czerkaski Uniwersytet Narodowy im. Bohdana Chmielnickiego (Ukraina)
- Pavlo Tychyna Uman State Pedagogical University (Ukraina)
- Iwano-Frankiwski Narodowy Techniczny Uniwersytet Nafty i Gazu (Ukraina)
- Kijowski Uniwersytet Narodowy im. Tarasa Szewczenki (Ukraina)
- University of Education Management of NAPS of Ukraine (Ukraina)
- Uniwersytet Lwowski (Ukraina)
- Lesya Ukrainka Eastern European National University (Ukraina)
- Mukachevo State University (Ukraina)
- Rivne State Humanitarian University (Ukraina)
- Sumski Państwowy Uniwersytet Pedagogiczny im. Antona Makarenki (Ukraina)
- Ternopil Volodymyr Hnatiuk National Pedagogical University (Ukraina)
- Wyższy Instytut Muzyczny im. Mykoły Łysenki (Ukraina)

### Akademia Młodych Wynalazców
Akademia Młodych Wynalazców zainaugurowała działalność jesienią 2015 roku (pierwszy wykład  odbył się 18 października) przy Wydziale Nauk Ścisłych, Przyrodniczych i Technicznych. Jej pomysłodawcą jest prof. dr hab. inż. Janusz Boratyński. AMW – to propozycja dla młodych, którzy interesują się nauką, techniką, innowacjami. Tematykę w 2015 roku zdominowały wykłady poświęcone kosmosowi, konstrukcji maszyny parowej, lekom, dźwiękom, kryminologii czy drukarkom 3D. Jednorazowo brało w nich udział do 50 słuchaczy w wieku od 10 do 18 lat.

### 2015 Rokiem Jana Długosza
W podjętej przez Sejm RP 5 grudnia 2014 roku uchwale uznano rok 2015 rokiem Jana Długosza. W dokumencie podkreślono, że Jan Długosz jest uważany za ojca polskiej historiografii i heraldyki, twórcę największego dzieła opisującego dzieje państwa polskiego – „Roczniki, czyli kroniki sławnego Królestwa Polskiego”. Zaznaczono też szczególne znaczenie jego dzieł dla polskiego dziedzictwa kulturowego. By uczcić patrona, akademicy opracowali program, który przez 2015 rok miał za zadanie promować i przypominać Polakom oraz innym Europejczykom o dokonaniach Jana Długosza. Rok 2015 zbiegł się z uroczystościami obchodów 600-lecia urodzin sławnego kronikarza.
Wydarzenia organizowane lub współorganizowane przez Uczelnie w Częstochowie w ramach obchodów Roku Patrona:
- Prawykonanie oratorium Juliusza Łuciuka zatytułowanego „Jan Długosz – Dziejopisarz Polski”[37] w ramach Święta Uczelni wraz z koncertem Instytutu Muzyki UJD, Filharmonia Częstochowska, 11 grudnia 2015 roku,
- Wystawa ze zbiorów Biblioteki Głównej Uniwersytetu: „Szlakiem Jana Długosza w 600. rocznicę urodzin”, czynna w okresie październik-listopad 2015 roku, organizator: Biblioteka Główna,
- Międzynarodowa Konferencja Naukowa „Recepcja twórczości Jana Długosza w historiografii krajów europejskich”, 22–24 października 2015, organizator: Instytut Historii,
- Odsłonięcie pomnika Jana Długosza w Kłobucku[38] 20 września 2015 roku, współudział w uroczystościach pracowników Akademii,
- Wystawa ze zbiorów Biblioteki Śląskiej: „Jan Długosz (1415–1480) Chorograf. Historiograf. Heraldyk”, 16 września – 2 października 2015 roku,
- Konferencja naukowa „Od-czytywanie Długosza”[39], 16–17 września 2015 roku, organizator: Instytut Filologii Polskiej AJD,
- Konkurs na opowieści słowne i graficzne pod hasłem „Gry wyobraźni i fantazji inspirowane fragmentami z Roczników, czyli kronik sławnego Królestwa Polskiego Jana Długosza”, organizator: Instytut Filologii Polskiej, rozstrzygnięcie czerwiec 2015 roku,
- 24 czerwca, w imieniny Jana Długosza, uroczysta inauguracja „Roku Jana Długosza”[40]. Uroczystości odbywały się w miejscowościach związanych z naszym Patronem lub jego rodem: Nowej Brzeźnicy i Wieluniu.

## Rektorzy
Rektorzy Wyższej Szkoły Nauczycielskiej, Wyższej Szkoły Pedagogicznej, Akademii im. Jana Długosza, Uniwersytetu Humanistyczno-Przyrodniczego im. Jana Długosza w Częstochowie, Uniwersytetu Jana Długosza w Częstochowie:
| Lp. | Od   | Do   | Imię i nazwisko                        | Specjalność         |
| --- | ---- | ---- | -------------------------------------- | ------------------- |
| 1.  | 1971 | 1977 | doc. dr Marian Jakubowski              | pedagogika          |
| 2.  | 1977 | 1980 | prof. dr hab. Janusz Sztumski          | pedagogika          |
| 3.  | 1980 | 1984 | prof. dr hab. Włodzimierz Brzezin      | rachunkowość        |
| 4.  | 1984 | 1990 | prof. dr hab. Edward Polanowski        | historia literatury |
| 5.  | 1990 | 1996 | prof. dr hab. Józef Świątek            | fizyka              |
| 6.  | 1996 | 2002 | prof. dr hab. Ryszard Szwed            | historia            |
| 7.  | 2002 | 2008 | prof. dr hab. Janusz Berdowski         | fizyka              |
| 8.  | 2008 | 2016 | dr hab. Zygmunt Bąk, prof. UJD         | fizyka              |
| 9.  | 2016 | 2024 | prof. dr hab. Anna Wypych-Gawrońska    | literaturoznawstwo  |
| 10. | 2024 | 2028 | prof. dr hab. dr h.c. Janusz Kapuśniak | chemia              |

### Obecne władze
- Rektor prof. dr hab. dr h.c. Janusz Kapuśniak;
- p.o. Rektora, Prorektor ds. Nauki i Badań Naukowych – prof. dr hab. Bogusław Przywora,
- Prorektor ds. Współpracy i Umiędzynarodowienia – dr hab. inż. Marcin Sosnowski, prof. UJD;
- Prorektor ds. Organizacji i Rozwoju – dr hab. Barbara Kowalska, prof. UJD;
- Prorektor ds. Kształcenia i Spraw Studenckich – dr hab. Jakub Jakubowski, prof. UJD;
- Prorektor ds. Collegium Medicum – dr hab. n. med. Joanna Socha, prof. UJD.

## Osoby związane z Uniwersytetem

### Doktorzy honoris causa UJD
Uniwersytet Jana Długosza ma prawa do nadawania tytułu doktora honoris causa od 2007. Do roku 2018 nadano go następującym naukowcom:
- prof. dr hab. Henryk Samsonowicz (uchwała Senatu AJD z 22 września 2010) – historyk, minister edukacji narodowej,
- prof. dr hab. Jerzy Strzelczyk (uchwała Senatu AJD z  23 maja 2012) – historyk-mediewista
- prof. dr hab. Gerhard Fieguth(inne języki)  (uchwała Senatu AJD  z 24 września 2014) – germanista
- prof. dr hab. Marian Kisiel (uchwała Senatu AJD z 23 września 2015) – polski poeta, krytyk literacki, badacz literatury polskiej XX wieku[43]
- prof. dr hab. Andrzej Zakrzewski (uchwała Senatu AJD z 26 października 2016) – historyk, regionalista, specjalista w zakresie historii XVI–XVIII wieku[44]
- prof. dr hab. Stanisław Gajda (uchwała Senatu UJD z 6 czerwca 2018) – filolog polski, specjalizujący się w językoznawstwie polskim i słowiańskim, leksykologii, socjolingwistyce, stylistyce i teorii tekstu, nauczyciel akademicki związany z Uniwersytetem Opolskim[45]
- prof. dr hab. inż. Jerzy Buzek (uchwała Senatu UJD z 24 kwietnia 2024) – nauki techniczne, prezes Rady Ministrów, Przewodniczący Parlamentu Europejskiego.

### Profesorowie honorowi UJD
Uniwersytet Jana Długosza w Częstochowie nadaje tytuł profesora honorowego osobom wybitnie zasłużonym dla nauki lub edukacji. Otrzymują ją również osoby niezwiązane z nauką, które w istotny sposób przyczyniły się do rozwoju UJD i jej dobrego imienia; tytuł ten otrzymali:
- Prof. dr hab. Jurij Bielaiew – Chersoński Uniwersytet Państwowy (Ukraina), 2007,
- Prof. dr hab. Ołeksandr Głuzman – Krymski Uniwersytet Humanistyczny w Jałcie (Ukraina), 2007,
- Prof. dr hab. Ołeksandr Spiwakowski – Chersoński Uniwersytet Państwowy (Ukraina), 2008,
- Prof. dr hab. Augustyn Bańka(inne języki) – (ośrodki akademickie: Poznań, Toruń, Katowice, Kraków, Lublin, Częstochowa), 2009,
- Prof.  Anna Claude-Gaumont – Uniwersytet Caen (Francja), 2009,
- Prof. Abdelhadi Kassiba – Uniwersytet Le Mans (Francja), 2010,
- Prof. dr hab. Christian von Bar, Uniwersytet w Osnabrück (Niemcy), 2011[48],
- Prof. dr hab. inż. Władysław Walkowiak, Politechnika Wrocławska, 2012,
- Heinrich Alt(inne języki), wieloletni członek zarządu i rady rynku pracy Bundesagentur für Arbeit w Niemczech, 2013,
- Prof. dr hab. Janusz Sztumski, Akademia im. Jana Długosza w Częstochowie 2013,
- Prof. dr hab. Evgen G. Sinkievicz, Chersoński Uniwersytet Państwowy (Ukraina), 2013,
- Zygmunt Rolat, działacz kulturalny, mecenas sztuki, biznesmen, działacz na rzecz dialogu polsko–żydowskiego, prezydent Światowego Związku Żydów Częstochowian i Ich Potomków, 2014[49],
- Prof. Charles Stirling[50], Uniwersytet w Sheffield, 2015,
- Prof. dr hab. inż. Janusz Rachoń[51] – Politechnika Gdańska, 2016,
- Prof. dr hab. inż. dr h.c. Zbigniew Florjańczyk[52] – Politechnika Warszawska, 2016.
- Prof. Claudio Santi – Uniwersytet w Perugii, 2018.

## Herb
Autorem herbu jest prof. Andrzej Desperak, pracownik Wydziału Sztuki Uczelni. Wyboru senatorowie dokonali podczas posiedzenia Senatu AJD 30 maja 2018 roku. Projekt był konsultowany z mediewistą i heraldykiem dr. hab. Marcelim Antoniewiczem (pracownik Instytutu Historii Humanistycznego UJD).